# Sophie von La Roche
Sophie von La Roche (Kaufbeuren, 6. prosinca 1731. – Offenbach, 18. veljače 1807.), njemačka književnica.
Njezin dom je bio stjecište esteta tog doba. Bila je u dodiru s Goetheom i Wielandom. Pod utjecajem Richardsona pisala je romane u obliku pisama, koji su bili izuzetno popularni kod suvremenika. Svojom je prozom (s odgojnom tendencijom do vrlina likuje nad prorocima) utjecala i na Goethea.

## Djela
- "Povijest gospođice von Sternheim",
- "Ćudoređe pripovijesti",
- "Melusinine ljetne večeri".